# TuttoChiaro
TuttoChiaro è stato un programma televisivo italiano, spin-off di Unomattina Estate, in onda su Rai 1 dal 17 giugno al 6 settembre 2019 con la conduzione di Monica Marangoni. Il programma andava in onda dal lunedì al venerdì dalle 10:30 alle 11:20.

## Il programma
La trasmissione proponeva di offrire consigli utili per migliorare la qualità della vita attraverso rubriche dedicate al benessere, al risparmio, al riciclo e all'economia domestica. Ogni giorno venivano messi a confronto due prodotti, dei quali venivano illustrati i principi nutritivi e i possibili impieghi. La regia era di Sergio Spanu.

## Edizioni
| Edizione | Inizio         | Fine             | Conduttrice      | Puntate |
| -------- | -------------- | ---------------- | ---------------- | ------- |
| 1ª       | 17 giugno 2019 | 4 settembre 2019 | Monica Marangoni | 53      |

## Rubriche
- Il bar della salute: la conduttrice intervista ogni giorno un personaggio diverso offrendogli una bevanda con il "prodotto della giornata".
- Tuttifrutti... e verdure: agronomi e nutrizionisti in studio illustrano le proprietà benefiche del "prodotto della giornata".
- È prontooooo!: ricette creative nelle quali impiegare il "prodotto della giornata".
- TuttoChiaro!: intervista agli ospiti in studio.
- Ci vuole un Fiore: consigli di giardinaggio.
- Muoviti: esercizi per tenersi in forma.
- Sembra ieri...: condotta da Umberto Broccoli. Cenni storici sull'economia domestica.

## Audience
| Edizione | Rete televisiva | Anno | Programmazione | Programmazione | Programmazione | Programmazione | Programmazione | Programmazione | Programmazione | Telespettatori | Share  |
| Edizione | Rete televisiva | Anno | L              | M              | M              | G              | V              | S              | D              | Telespettatori | Share  |
| -------- | --------------- | ---- | -------------- | -------------- | -------------- | -------------- | -------------- | -------------- | -------------- | -------------- | ------ |
| 1ª       | Rai 1           | 2019 |                |                |                |                |                |                |                | 692.000        | 13,28% |